# 帶紋南乳魚
帶紋南乳魚，為輻鰭魚綱胡瓜魚目南乳魚科的其中一種。僅分布紐西蘭淡水、半鹹水域，為特有種，體長可達25.3公分，棲息在底中層水域，屬肉食性，生活習性不明，可做為食用魚及遊釣魚。

## 擴展閱讀
維基物種上的相關：帶紋南乳魚